# Spiro Dine
Spiro Dine, född 1846, död 1922, var en albansk folklorist. Han var bördig från Korça och immigrerade 1866 till Egypten. Han samarbetade med Thimi Mithko kring en samling albanska sånger och sagor. Var med och grundade en organisation som främjade utgivningen av albanskspråkiga skrifter i Egypten. Han brevväxlade med Jeronim De Rada och inspirerades av bröderna Abdyl, Naim och Sami Frashëri. Han var särskilt förtjust i Naim Frashëris verk Historia e Skënderbeut ("Historien om Skanderbeg"). Hans egna, mest kända verk är en storslagen 856 sidig samling albansk folklore, känd under namnet Valët e detit ("Strändernas svall"), tryckt i Sofia, Bulgarien, 1908.